# Accident ferroviaire de Juvisy-sur-Orge
L'accident ferroviaire de Juvisy-sur-Orge le 5 août 1899 a eu lieu à la sortie de la gare de cette ville en direction d'Étampes lorsqu'à 22 h, durant un violent orage, un train pour Le Croisic arrêté à un signal fermé a été percuté par celui qui le suivait à cinq minutes d'intervalle. Survenu sur une ligne notoirement saturée de la Compagnie du chemin de fer de Paris à Orléans, ce tamponnement, qui causa dix-sept morts et quatre-vingt-cinq blessés, hâta le quadruplement des voies entre Juvisy et Brétigny.

## Circonstances de l'accident
Comme c'était souvent le cas lors de la période estivale, au départ de la gare de Paris-Orléans le samedi 5 août 1899, le train no 29 de 21 heures 40 (mécanicien Paquet, chauffeur Buron) à destination du Croisic par Orléans, Tours, Saumur, Angers, Nantes avait dû être dédoublé compte tenu de sa nombreuse clientèle, attirée notamment par les billets «bains de mer» à tarif réduit de la Compagnie vers les plages de l'Atlantique. Selon la pratique en cours sur le réseau du PO, le convoi supplémentaire, numéroté 29 bis (mécanicien Batch, chauffeur Meslé), était parti cinq minutes avant lui, à 21 heures 35.
À 22 heures, cent mètres après la gare de Juvisy, à partir de laquelle la ligne, jusque-là à quatre voies, n'en comprenait plus que deux, le train 29 bis dut s'arrêter à un carré. Ce signal avait été fermé à l'initiative du sous-chef de gare Joseph Delaire, seul de service à ce moment, afin de laisser prendre du champ à un autre train, l'omnibus 243. Celui-ci était parti de Paris-Orléans à 20h 38 et alors qu'il aurait dû normalement quitter Juvisy à 21h 26 pour être doublé à Brétigny par les deux trains pour Le Croisic, avait pris plus d'une demi-heure de retard à raison des perturbations causées par l'orage, et venait juste de repartir en direction de Savigny-sur-Orge.
Sept minutes après, le train régulier no 29 traversait lui aussi la gare, et c'est seulement à sa sortie que son mécanicien distingua entre les éclairs et les trombes d'eau les lanternes de queue du supplémentaire no 29 immobilisé devant lui. Malgré un freinage d'urgence désespéré, la machine Columbia de type 121, étudiée par Victor Forquenot pour les trains de voyageurs du PO, percuta le convoi, escaladant et broyant son fourgon de queue et sa dernière voiture, et projetant celles qui les précédaient hors de la voie.
Au milieu des grondements du tonnerre, le bruit de la collision était passé inaperçu des agents de la gare, et ils en furent seulement avertis lorsque le serre-freins du train tamponné, qui avait pu sauter à temps de sa guérite avant le choc, remonta les voies pour couvrir les convois immobilisés. On s'efforça alors d'organiser les secours dans la confusion créée par l'orage.

## Secours

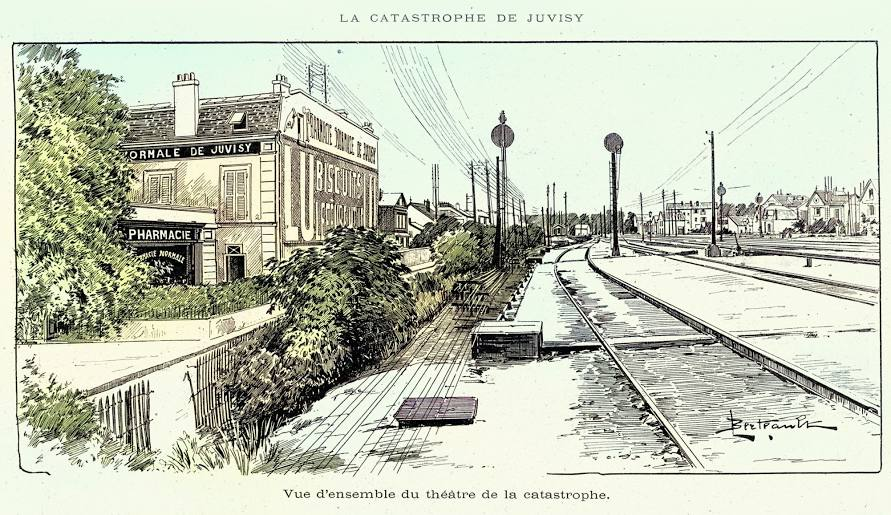
Vue d'ensemble du theatre de la catastrophe de Juvisy

L'accident avait eu lieu en pleine ville, juste en face de la gendarmerie nationale et d'une pharmacie dont le personnel était encore sur place. Aussi, un grand nombre d'habitants, dont trois médecins, vinrent-ils avant même l'arrivée des services de secours se joindre rapidement aux voyageurs sains et saufs des deux trains pour dégager les victimes, et leur donner les premiers soins dans la pharmacie rouverte pour l'occasion, et dans une salle de la gare.
Les dommages les plus graves avaient été causés à la dernière voiture, de troisième classe, qui était la plus bondée de tout le train. De ses compartiments disloqués, on tira dix-sept corps mutilés, et tous ses autres occupants furent gravement blessés, sauf une jeune femme et son bébé de quinze mois, miraculeusement indemnes.
Aussitôt après avoir été informées, les autorités publiques, à l'instigation de Pierre Baudin, ministre des travaux publics et de Louis Lépine, préfet de police, qui s'étaient immédiatement rendus sur place, s'employèrent à centraliser à Paris les opérations de secours et les procédures juridiques au motif que la majorité des victimes étaient parisiennes, même si l'accident avait eu lieu dans le département de Seine-et Oise.
Ainsi, les quatre-vingt cinq blessés furent transférés dans des trains spéciaux jusqu'à la gare d'Orléans, d'où après un premier examen par du personnel médical venu des hôpitaux de la Salpêtrière et de la Pitié voisins, ils furent, selon leur état, répartis entre ceux-ci, d'autres établissements parisiens (Hôtel-Dieu, Cochin, Trousseau, Val-de-Grâce et Saint-Antoine), ou reconduits à leur domicile pour s'y faire soigner.
À cinq heures, un autre train spécial ramena les morts, qui furent déposés à la Morgue. Pour soustraire les corps à la curiosité malsaine de la foule attendant que selon la pratique habituelle ils soient exposés publiquement, seules les familles furent admises à les reconnaître dans une salle réservée. Après que le président du Conseil, Pierre Waldeck-Rousseau fut venu s'y recueillir, on annonça qu'afin de faciliter les formalités mortuaires les déclarations de décès seraient faites à la mairie du 4e arrondissement, pour être ensuite transcrites sur les registres de l'état-civil de Juvisy, lieu du décès, et que les obsèques des personnes sans ressources seraient prises en charge par l'État.
Louis Lépine demanda aussi au Parquet de Corbeil de se dessaisir de l'enquête pour homicide et blessures involontaires au profit de celui de Paris.

## Recherche des causes
Deux députés, Jean Argeliès, de Seine-et-Oise, et Jean Bourrat, des Pyrénées-Orientales, annoncèrent immédiatement leur intention d'interpeller le gouvernement lors de la rentrée parlementaire.
Comme à l'accoutumée, deux enquêtes, l'une administrative, l'autre judiciaire, furent menées parallèlement sur les causes de l'accident. La première fut confiée par le ministre des travaux publics Pierre Baudin à M. Perrin, ingénieur en chef des mines chargé du contrôle technique sur le réseau d'Orléans. La seconde fut menée par les magistrats de Corbeil, après le refus des autorités judiciaires d'accepter l'entorse aux règles normales de compétence demandée par le préfet Lépine. Leurs investigations visèrent à rechercher pourquoi la collision avait eu lieu malgré les deux dispositifs de sécurité censés l'empêcher.
En effet, le train 29 bis à l'arrêt aurait dû en premier lieu être couvert par le sémaphore électrique Lartigue du block-system  mis en service dès 1881 de Paris à Brétigny, dont les indications devaient interdire au train 29 l'entrée dans le canton encore occupé par le 29 bis.
En second lieu la signalisation de la gare, actionnée par les aiguilleurs sur ordre du chef de gare, devait elle aussi assurer un résultat équivalent. En effet, il appartenait au sous-chef de gare Delaire, après avoir fait arrêter le premier train lors de son passage, de demander sa couverture en faisant fermer par les aiguilleurs le carré empêchant l'entrée en gare du suivant.
Compte tenu de ce double dispositif de protection, l'accident pouvait au premier abord être présumé imputable au mécanicien du train 29, brûlant les signaux fermés, soit parce qu'il avait été aveuglé par les éclairs de l'orage, soit par routine puisqu'il les trouvait habituellement ouverts. Toutefois, l'enquête permit d'écarter cette hypothèse en montrant que la collision était due au mauvais fonctionnement de la signalisation.
Il s'avéra en effet après examen attentif du sémaphore du block-system, que le mécanisme destiné à rendre le signal visible de nuit en déplaçant sur un chariot une lanterne devant éclairer des verres de couleur rouge et verte avait été faussé par les bourrasques de l'orage, si bien qu'au passage du train, le dispositif présentait le feu blanc indiquant la voie libre. Quant au signal d'entrée de la gare, l'enquête établit qu'il était demeuré ouvert  à la suite d'un oubli dont le sous-chef de gare et les aiguilleurs se renvoyèrent la responsabilité lors du procès.
Le mécanicien du train tamponneur ne pouvant être incriminé, seuls le sous-chef de gare Delaire et les aiguilleurs Alexandre Derouet et Alfred Monjeaux furent traduits devant le tribunal correctionnel de Corbeil pour homicide et blessures involontaires.

## Procès
Le procès, instruit rapidement, eut lieu les 29 et 30 décembre 1899. La compagnie avait conclu des accords d'indemnisation amiable avec la plupart des victimes, sauf quatre qui se portèrent partie civile. L'audience d'ouverture fut d'ailleurs marquée par l'émouvante apparition d'une voyageuse blessée, dont l'enfant de 15 mois avait été tué dans l'accident, qui fut elle aussi admise au bénéfice de cette procédure bien qu'elle ait perdu la raison à la suite de l’événement. Saisi comme pièce à conviction, le sémaphore avarié du block-system avait été installé dans la cour du tribunal.
Au nombre des 27 témoins entendus figurait l'astronome Camille Flammarion, qui affirma que l'orage pouvait avoir non seulement contrarié le fonctionnement des appareils, mais aussi exercé sur les employés une action déprimante susceptible de causer leur défaillance passagère.  Après un réquisitoire modéré du procureur de la République insistant sur les difficiles conditions de travail des prévenus dans une gare commune à trois réseaux où pouvaient se succéder jusqu'à quatre cents trains par jour, le tribunal, dans son jugement du 3 janvier 1900, relaxa l'aiguilleur Alfred Monjeaux, qui venait juste de relayer son collègue Alexandre Derouet au moment de l'accident, mais condamna celui-ci ainsi que le sous-chef de gare Joseph Delaire à un an de prison et cent francs d'amende. Leur reconnaissant de larges circonstances atténuantes, il leur accorda toutefois le bénéfice du sursis, conférant ainsi une valeur surtout symbolique à ces peines de principe assez lourdes. La même décision déclara la compagnie d'Orléans civilement responsable, en ordonnant des expertises et en accordant des provisions aux victimes parties civiles.
À la Chambre, le député socialiste Jules Coutant n'en dénonça pas moins la condamnation pénale d'employés subalternes alors que selon lui seule leur hiérarchie était fautive.

## Suites
Même s'il pouvait être en partie imputé à un orage d'une violence exceptionnelle, comme tous les accidents ferroviaires, celui de Juvisy avait aussi révélé un certain nombre de déficiences, tant humaines que techniques, dans l'organisation et le fonctionnement du service.  Ces imperfections avaient d'abord été pointées dans le rapport rendu dès le 1er septembre 1899 par les ingénieurs chargés de l'enquête administrative. Plus tard, elles furent aussi évoquées dans son réquisitoire par le procureur du tribunal de Corbeil, sortant de son rôle en accusant la Compagnie d'Orléans alors qu'elle n'était pas pénalement mise en cause. Elles firent également l'objet de longues discussions à la Chambre, essentiellement lors du débat du 15 janvier 1900 consécutif aux interpellations parlementaires.
Il était en effet possible d'incriminer d'abord la mauvaise gestion du personnel, ensuite les lacunes de la signalisation, et enfin l'insuffisant débit de la ligne entre Juvisy et Brétigny.

### La gestion du personnel
L'accident avait une fois de plus mis en lumière les difficultés particulières d'exploitation des lignes et des gares au trafic chargé et le service difficile et éprouvant imposé à leurs personnels. Considérant que les conditions de travail des cheminot influaient sur la sécurité du transport ferroviaire, le ministre des travaux publics Pierre Baudin, prit en novembre 1899 trois arrêtés encadrant leurs horaires d'activité, dont l'un, du 23 novembre, relatif aux agents des gares assurant «la sécurité des trains ou des manœuvres», limita à douze heures par vingt-quatre heures la durée de leur service effectif. En outre, comme il  était aussi apparu que les agents de la compagnie d'Orléans ne disposaient pas d'instructions suffisantes, aussi bien sur leurs missions respectives que sur les procédures de couverture des trains à l'arrêt, le ministre et le comité de l'exploitation technique des chemins de fer enjoignirent à leur employeur de corriger cette carence.

### Les lacunes de la signalisation
Comme l'avait révélé l'enquête, la défaillance du système d'éclairage du sémaphore du block-system sous l'effet de l'orage était due à la fragilité anormale de son mécanisme. On pouvait en effet présumer que si cet équipement avait fonctionné correctement et présenté le signal d'arrêt, le mécanicien aurait pu le percevoir malgré les éclairs de l'orage. Aussi, le ministre des transports inscrit-il à l'ordre du jour de la séance du 5 septembre du comité de l'exploitation technique des chemins de fer à la fois le recensement des divers systèmes jusqu'ici proposés pour le perfectionnement de l'éclairage des signaux optiques pendant la nuit et l'étude de leur doublement par des dispositifs acoustiques, solidaires du signal à terre ou, mieux, répétés sur la machine elle-même afin d'alerter le mécanicien. Le 18 septembre, il prit deux circulaires sur ces thèmes, l'une relative à l'«amélioration de l'éclairage de nuit des signaux», l'autre sur les «appareils destinés à enregistrer les fautes commises par les mécaniciens dépassant les signaux d'arrêt». Les compagnies disposaient d'un mois selon le premier texte, et de trois mois selon le second, pour faire connaître à l'administration leurs projets d'expérimentation. 
En outre, puisque d'autres compagnies avait déjà mis en place dans le cadre de leur block-system des mécanismes de pré-annonce à l'aide de signaux de ralentissement précédant les carrés fermés, le  Ministre annonça à la Chambre le 15 janvier 1899 qu'il avait demandé à celle d'Orléans d'adopter elle aussi une telle amélioration.
L’événement fut aussi à l'origine de suggestions individuelles, telle celle d'un ingénieur proposant une protection supplémentaire des trains à l'arrêt par le déclenchement d'une sirène à air comprimé située dans le fourgon de queue.

### L'insuffisance de la double voie de Juvisy à Brétigny
Depuis quelques années déjà, le débit insuffisant des douze kilomètres de ligne entre Juvisy et Brétigny et ses inconvénients pour la régularité et la sécurité du trafic, avaient été dénoncés, notamment à la Chambre lors de plusieurs interpellations du gouvernement par le député de Seine-et-Oise Jean Argeliès. Alors que ces doléances étaient jusque-là restées sans suite, aussitôt après l'accident, le ministre des transports Pierre Baudin mit en demeure la Compagnie d'Orléans d'engager le quadruplement de ce tronçon en présentant immédiatement un projet d'établissement de deux voies nouvelles. Compte tenu de la difficulté du chantier exigeant d'importants travaux de terrassement sur les coteaux de la vallée de l'Orge, il fallut cependant attendre juin 1904 pour que soit achevée l'opération.